# Itaú EC
Itaú EC is een Braziliaanse voetbalclub uit Itaú de Minas, deelstaat Minas Gerais. Tot 1987 behoorde Itaú de Minas tot de gemeente Pratápolis.

## Geschiedenis
De club werd opgericht in 1956. Bij de inhuldiging van het Estádio Engenheiro Jorge Oliva op 15 augustus 1960 speelde het team tegen het grote Santos FC, destijds een van de beste clubs ter wereld met spelers als Pelé, Zito en Pepe. Door het groeiende aantal profclubs in de staat werd in 1961 de Segunda Divisão ingevoerd, de tweede divisie onder het Campeonato Mineiro. Itaú werd de eerste kampioen, maar er was dat jaar geen rechtstreekse promotie, de club moest tegen eersteklasser Bela Vista spelen om te promoveren. De club won thuis met 1-0 maar verloor uit met 2-0. Er kwam een derde beslissende wedstrijd op neutraal terrein, die op een 2-2 gelijkspel eindigde. Er werd toen beslist dat Bela Vista in de hoogste klasse bleef omdat het meer gescoord had.
De club nam ook de volgende twee seizoenen nog deel aan de competitie maar slaagde er niet in te promoveren. Na het seizoen 1963 trok de club zich terug uit het profvoetbal.

## Erelijst
Campeonato Mineiro Segunda Divisão
1961